# Linnaemya alopecina
Linnaemya alopecina là một loài ruồi trong họ Tachinidae.